# بيل كامب
بيل كامب (بالإنجليزية: Bill Camp) هو ممثل أمريكي، ولد في 13 أكتوبر 1961 في الولايات المتحدة. لعب أدوارا داعمة في العديد من الأفلام مثل لينكولن (2012)، الامتثال (2012)، 12 عاما عبدا (2013)، الحب والرحمة (2015)، المحبة (2016)، لعبة مولي (2017)، نائب (2018)، الحياة البرية (2018)، جوكر (2019)، و أخبار العالم (2021) ؛ ال التعليم المهني العالي مسلسلات ليلة في عام 2016 و من الخارج في عام 2020 ؛ و نيتفليكس مسلسلات مناورة الملكة في عام 2020. كان له دور متكرر في التعليم المهني العالي مسلسل درامي بقايا الطعام من 2015 إلى 2017 و هولو مسلسل درامي فضائي الأول في عام 2018.
ظهر كامب في العديد من المسلسلات التلفزيونية وحصل على جائزة إيمي ترشيح لدوره في المسلسل القصير ليلة (2016). تم ترشيحه ل جائزة توني لدوره في إحياء مسرحية برودواي لعام 2016 البوتقة.

## النشأة
ولد كامب ونشأ في ماساتشوستس، وهو ابن باتريشيا، أمينة مكتبة، وبيتر ب. كامب، الذي كان مساعدا لمدير المدرسة في مدرسة جروتون. كان متواجد بجامعة فيرمونت، حيث لعب الهوكي الداخلي.

## أعمال

### أفلام
- (1990) انعكاس الحظ
- (2009) أعداء الشعب[8][9]
- (2010) تامارا درو[10][11]
- (2012) خارجون عن القانون
- (2012) لينكون[12]
- (2014) الرجل الطائر[13][14]
- (2014) الوها[15]
- (2014) حب ورحمة[16]
- (2015) القداس الأسود[14][17]
- (2016) لافينغ[18]
- (2016) منتصف ليلة خاصة[19]
- (2017) الولد الوحيد في نيويورك
- (2017) لعبة مولي
- (2017) مقتل الغزال المقدس
- (2018) العصفور الأحمر[20]
- (2019) بشرة
- (2019) جوكر

### مسلسلات
| السنة | العنوان     | الدور      |
| ----- | ----------- | ---------- |
| 2025  | صفير الرغبة | بروس ديويت |

## التلفزيون
في عام 2011، ظهر في الموسم الثاني من التعليم المهني العالي مسلسل تلفزيوني ممر الإمبراطورية مثل الصياد جلينمور. كما ظهر كامب في القانون والنظام، الزوجة الصالحة، بقايا الطعام و ليلة، تلقي جائزة إيمي ترشيح ل ليلة. في عام 2018، لعب دور وكيل مكتب التحقيقات الفيدرالي بوب تشيسني، في المسلسل القصير الذي نال استحسان النقاد والمرشح لجائزة إيمي البرج الذي يلوح في الأفق. في عام 2020، أصبح كامب راويا لـ ملفات الطب الشرعي الثاني، ولعب السيد شيبل في مناورة الملكة. كان للمعسكر دور ثانوي ولكنه مهم في جيف دانيلزالمسلسلات التلفزيونية، الصدأ الأمريكي، في عام 2021، في شوتايم. أشاد نقاد التلفزيون بأدائه على نطاق واسع. كان السيناريو مقتبسا من رواية فيليب ماير التي تحمل نفس العنوان.

## الجوائز والترشيحات
| السنة | الجوائز                  | الفئة                                    | العمل         |
| ----- | ------------------------ | ---------------------------------------- | ------------- |
| 2017  | جوائز إيمي               | ممثل مساعد متميز في مسلسل أو فيلم محدود  | ليلة          |
| 2021  | جوائز نقابة ممثلي الشاشة | ممثل بارز في مسلسل قصير أو فيلم تلفزيوني | مناورة الملكة |
| 2016  | جوائز توني               | أفضل ممثل مميز في مسرحية                 | البوتقة       |

## وصلات خارجية
- بيل كامب على موقع IMDb (الإنجليزية)
- بيل كامب على موقع ألو سيني (الفرنسية)
- بيل كامب على موقع قاعدة بيانات برودواي على الإنترنت (الإنجليزية)
- بيل كامب على موقع قاعدة بيانات الفيلم (الإنجليزية)